# Boškůvky
Boškůvky (německy Boskuwek) jsou malá osada (dříve nazývaná Buzkovice či Buškovice, jako Boškůvky od roku 1465), která leží 8,5 km jihovýchodně od Vyškova na silnici z Moravských Prus do Moravských Málkovic v nadmořské výšce 280 m n. m. S Moravskými Prusy jsou Boškůvky spojeny od roku 1964 v obec Prusy-Boškůvky.

## Název
V nejstarších písemných dokladech má jméno vesnice podobu Buškovice. Ta byla odvozena od osobního jména Bušek (domácké podoby jména Bohuslav). Výchozí tvar Buškovici byl vlastně pojmenováním obyvatel vsi a znamenal "Buškovi lidé". Z roku 1494 je doložena zdrobnělina Buškůvky. Pozdější změna u > o v první slabice byla nepravidelná (zřejmě nářeční). Německé Boskuwek vzniklo z českého z Boškůvek.

## Historie
- Elektrifikace provedena roku 1932

## Obyvatelstvo

### Struktura

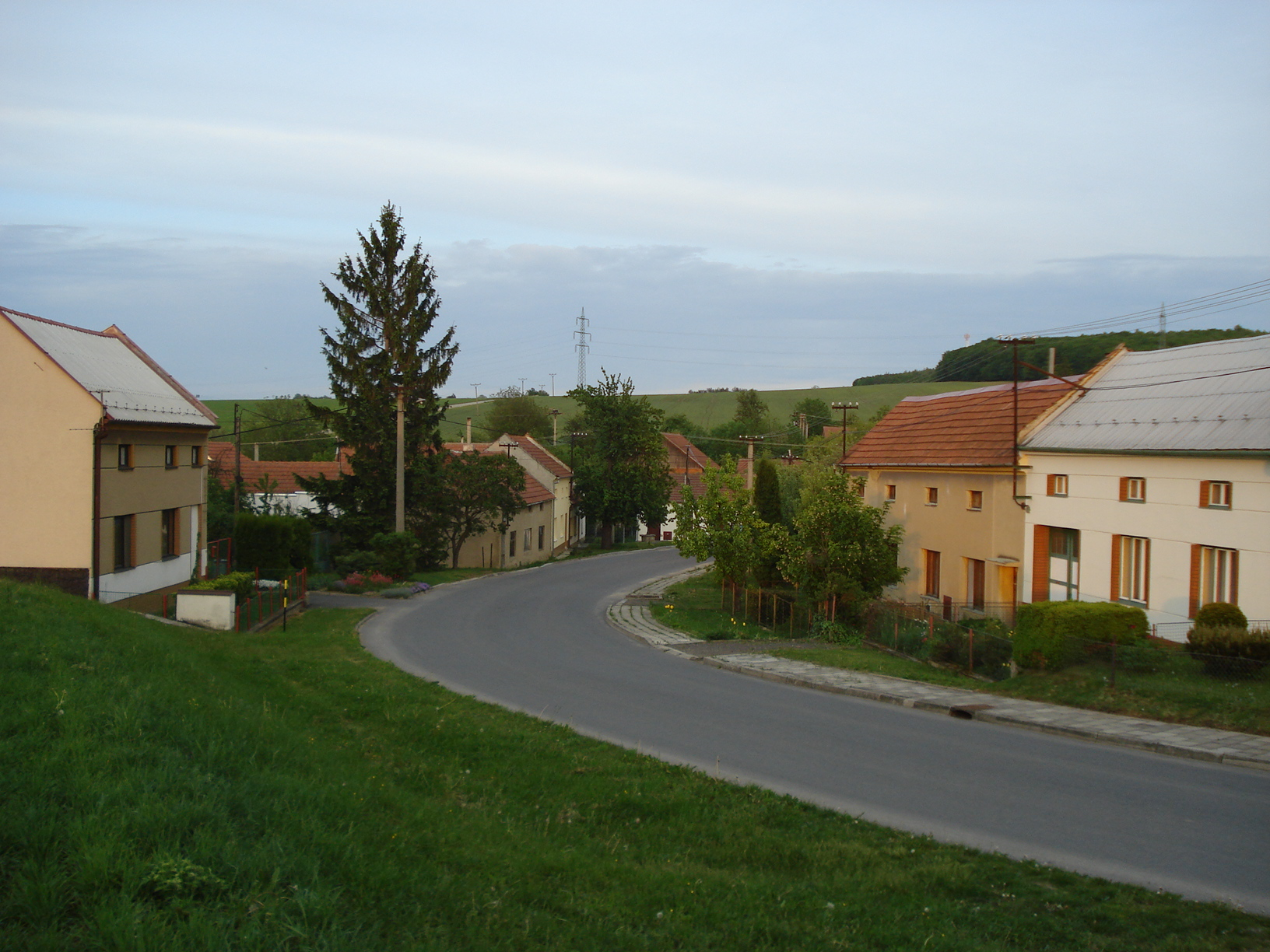
Pohled na Boškůvky při příjezdu od Moravských Prus

Vývoj počtu obyvatel za celou obec i za jeho jednotlivé části uvádí tabulka níže, ve které se zobrazuje i příslušnost jednotlivých částí k obci či následné odtržení.
| Místní části   | Místní části  | 1869 | 1880 | 1890 | 1900 | 1910 | 1921 | 1930 | 1950 | 1961 | 1970 | 1980 | 1991 | 2001 | 2011 |
| -------------- | ------------- | ---- | ---- | ---- | ---- | ---- | ---- | ---- | ---- | ---- | ---- | ---- | ---- | ---- | ---- |
| Počet obyvatel | část Boškůvky | 128  | 156  | 157  | 161  | 187  | 215  | 160  | 173  | 192  | 139  | 115  | 82   | 57   | 67   |
| Počet domů     | část Boškůvky | 28   | 31   | 35   | 35   | 39   | 42   | 41   | 48   | 52   | 45   | 42   | 47   | 47   | 44   |

### Spolky
- Spolek divadelních ochotníků od roku 1922

### Rodáci
- PhMr. Antonín Dias – za okupace zahynul v koncentračním táboře